# Medinilla amplexicaulis
Medinilla amplexicaulis är en tvåhjärtbladig växtart som beskrevs av Carl Ludwig von Blume. Medinilla amplexicaulis ingår i släktet Medinilla och familjen Melastomataceae. Inga underarter finns listade i Catalogue of Life.